# نادي راندرس
نادي راندرس لكرة القدم هو نادي كرة قدم محترف في الدنمارك، مقره في راندرس ويلعب في دوري السوبر الدنماركي. تأسس النادي نتيجة للدمج في 1 يناير 2003، وفاز النادي ثلاث مرات بكأس الدنمارك. ويلعب الفريق مبارياته في ملعب أوتو راندرس بارك والذي يتسع ل12،000 متفرج.

## وصلات خارجية
- Official site
- News about Randers FC
- Statistics site